# Rustamnagar Sahaspur
Rustamnagar Sahaspur é uma vila no distrito de Moradabad, no estado indiano de Uttar Pradesh.

## Demografia
Segundo o censo de 2001, Rustamnagar Sahaspur tinha uma população de 14,198 habitantes. Os indivíduos do sexo masculino constituem 53% da população e os do sexo feminino 47%. Rustamnagar Sahaspur tem uma taxa de literacia de 31%, inferior à média nacional de 59.5%: a literacia no sexo masculino é de 39% e no sexo feminino é de 22%. Em Rustamnagar Sahaspur, 20% da população está abaixo dos 6 anos de idade.